# Cynoglossum clandestinum
Cynoglossum clandestinum é uma espécie de planta com flor pertencente à família Boraginaceae. 
A autoridade científica da espécie é Desf., tendo sido publicada em Flora Atlantica 1: 159, t. 42. 1798.
O seu nome comum é cinoglossa-de-flor-fechada.

## Portugal
Trata-se de uma espécie presente no território português, nomeadamente em Portugal Continental.
Em termos de naturalidade é nativa da região atrás indicada.

## Protecção
Não se encontra protegida por legislação portuguesa ou da Comunidade Europeia.